# Подалі від шаленої юрми
«Подалі від шаленої юрми» (англ. Far from the Madding Crowd) — британсько-американська романтична драма режисера Томаса Вінтерберґа, що вийшла 2015 року. У головних ролях Кері Малліган, Матіас Шонартс, Майкл Шин. Стрічку знято на основі однойменного роману Томаса Гарді.
Вперше фільм продемонстрували 17 квітня 2015 року у Туреччині на Істамбульському кінофестивалі. В Україні у кінопрокаті показ фільму розпочався 2 липня 2015 року.

## Синопсис
Англія Вікторіанської доби. Молода, симпатична і владна власниця ферми Батшеба Еверден підтримує стосунки із трьома різними чоловіками, що не схожі між собою: Ґабріель Оук — фермер, що займається розведенням овець, успішний і дорослий холостяк Вільям Болдвуд, а також Френк Трой – сержант королівських військ.

## У ролях
| Актор           | Персонаж                                 | Роль                                    |
| --------------- | ---------------------------------------- | --------------------------------------- |
| Кері Малліган   | Батшеба Еверден англ. Bathsheba Everdene | власниця ферми                          |
| Матіас Шонартс  | Ґабріель Оук англ. Gabriel Oak           | фермер, що займається розведенням овець |
| Майкл Шин       | Вільям Болдвуд англ. William Boldwood    | холостяк                                |
| Том Старрідж    | Френк Трой англ. Frank Troy              | сержант                                 |
| Джуно Темпл     | Фанні Робін англ. Fanny Robin            | дівчина Френка                          |
| Джессіка Барден | Лідді англ. Liddy                        |                                         |

## Творча група
Кінорежисер — Томас Вінтерберґ, сценаристом був Девід Ніколлс, кінопродюсерами — Ендрю Макдональд і Алон Райх. Композитор: Крейґ Армстронґ, кінооператор — Шарлотта Бруус Крістенсен, кіномонтаж: Клер Сімпсон. Підбір акторів — Ніна Ґолд і Тео Парк, Художник-постановник: Каве Квінн, артдиректор: Тім Блейк, Джулія Касл і Ханна Мозлі, художник по костюмах — Джанет Паттерсон.

## Сприйняття

### Критика
Фільм отримав позитивні відгуки: Rotten Tomatoes дав оцінку 85% на основі 136 відгуків від критиків (середня оцінка 7,4/10) і 80% від глядачів зі середньою оцінкою 3,9/5 (14,335 голосів). Загалом на сайті фільми має позитивний рейтинг, фільму зарахований «стиглий помідор» від кінокритиків і «попкорн» від глядачів, Internet Movie Database — 7,2/10 (9 029 голосів), Metacritic — 71/100 (40 відгуків критиків) і 7,6/10 від глядачів (29 голосів). Загалом на цьому ресурсі від критиків і глядачів фільм отримав позитивні відгуки.
Щомісячний журнал про кінематограф «Empire» сказав, що це чудовий фільм і поставив йому 4 зірки з 5, підсумувавши, що це «надзвичайно добре зроблена і зіграна, приваблива, зворушлива, ефектна адаптація, тільки не така канонічна, як стрічка 60-их».

### Касові збори
Під час показу в Україні, що розпочався 2 липня 2015 року, протягом першого тижня фільм був показаний у 47 кінотеатрах і зібрав 9 582 $, що на той час дозволило йому зайняти 6 місце серед усіх прем'єр. Показ в Україні протривав 2 тижні і закінчився 12 липня 2015 року, фільм за цей час зібрав 19 977 $.
Під час показу у США протягом першого (вузького, із 1 травня 2015 року) тижня фільм був показаний у 10 кінотеатрах і зібрав 164 985 $, що на той час дозволило йому зайняти 23 місце серед усіх прем'єр. Наступного (широкого, із 22 травня 2015 року) тижня фільм був показаний у 865 кінотеатрах і зібрав 2 287 234 $ (7 місце). Станом на 2 серпня 2015 року показ фільму триває 94 дні (13,4 тижні) і за цей час фільм зібрав у прокаті у США 12 208 874 доларів США, а у решті світу 16 446 595 $ (за іншими даними 15 500 000 $), тобто загалом 28,655,469  доларів США (за іншими даними 27,708,874 $).

## Виноски
1. 1 2  Far from the Madding Crowd: Release Info (англ.). Internet Movie Database. Процитовано 7 серпня 2015.
2. 1 2  Подалі від шаленої юрми. Kino-teatr.ua. Процитовано 7 серпня 2015.
3. 1 2 3 4  Far from the Madding Crowd (англ.). Box Office Mojo. Процитовано 7 серпня 2015.
4. 1 2 3 4  Far from the Madding Crowd (англ.). The Numbers. Процитовано 7 серпня 2015.
5. 1 2  Far from the Madding Crowd (англ.). Internet Movie Database. Процитовано 7 серпня 2015.
6. ↑  Far From the Madding Crowd (англ.). Allmovie. Процитовано 7 серпня 2015.
7. 1 2  Far from the Madding Crowd: Full Cast & Crew (англ.). Internet Movie Database. Процитовано 7 серпня 2015.
8. ↑  Far from the Madding Crowd (англ.). Rotten Tomatoes. Процитовано 7 серпня 2015.
9. ↑  Far from the Madding Crowd (англ.). Metacritic. Процитовано 7 серпня 2015.
10. ↑  Angie Errigo. Far From The Madding Crowd. Hardy perennial (англ.). Empire. Процитовано 22 серпня 2015.
11. ↑  Far from the Madding Crowd — Ukraine Weekend Box Office (англ.). Box Office Mojo. Процитовано 7 серпня 2015.